# 4776 Luyi
A 4776 Luyi (ideiglenes jelöléssel 1975 VD) a Naprendszer kisbolygóövében található aszteroida. Harvard Observatory fedezte fel 1975. november 3-án.